# Lois Howe

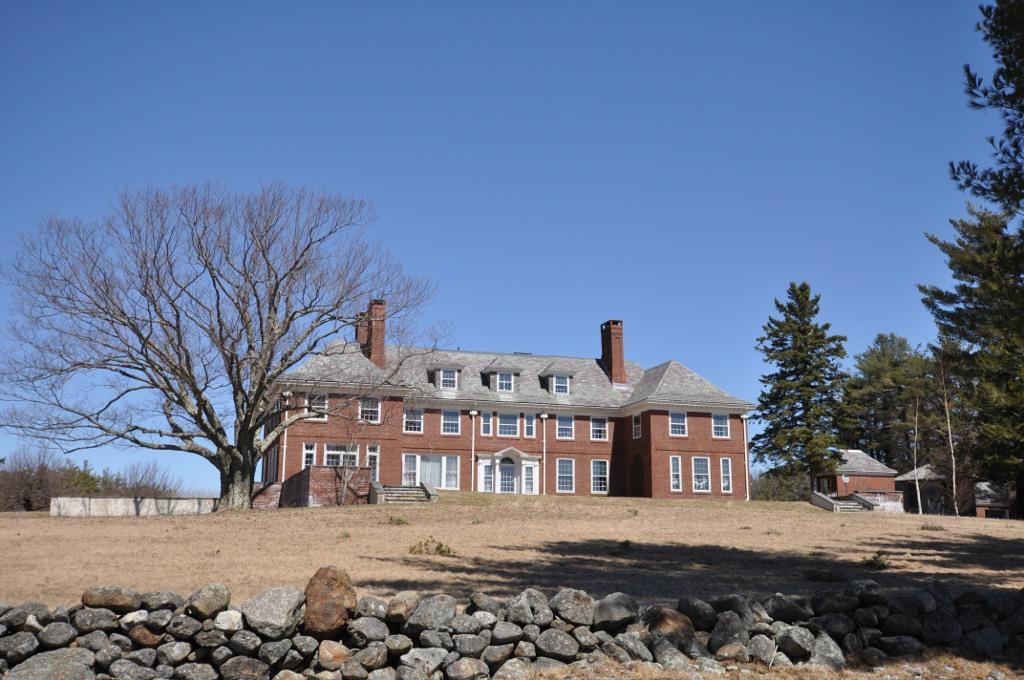
Skyfield, Casa Jones en Beech Hill Summer Homes. Proyecto y construcción: Lois Howe

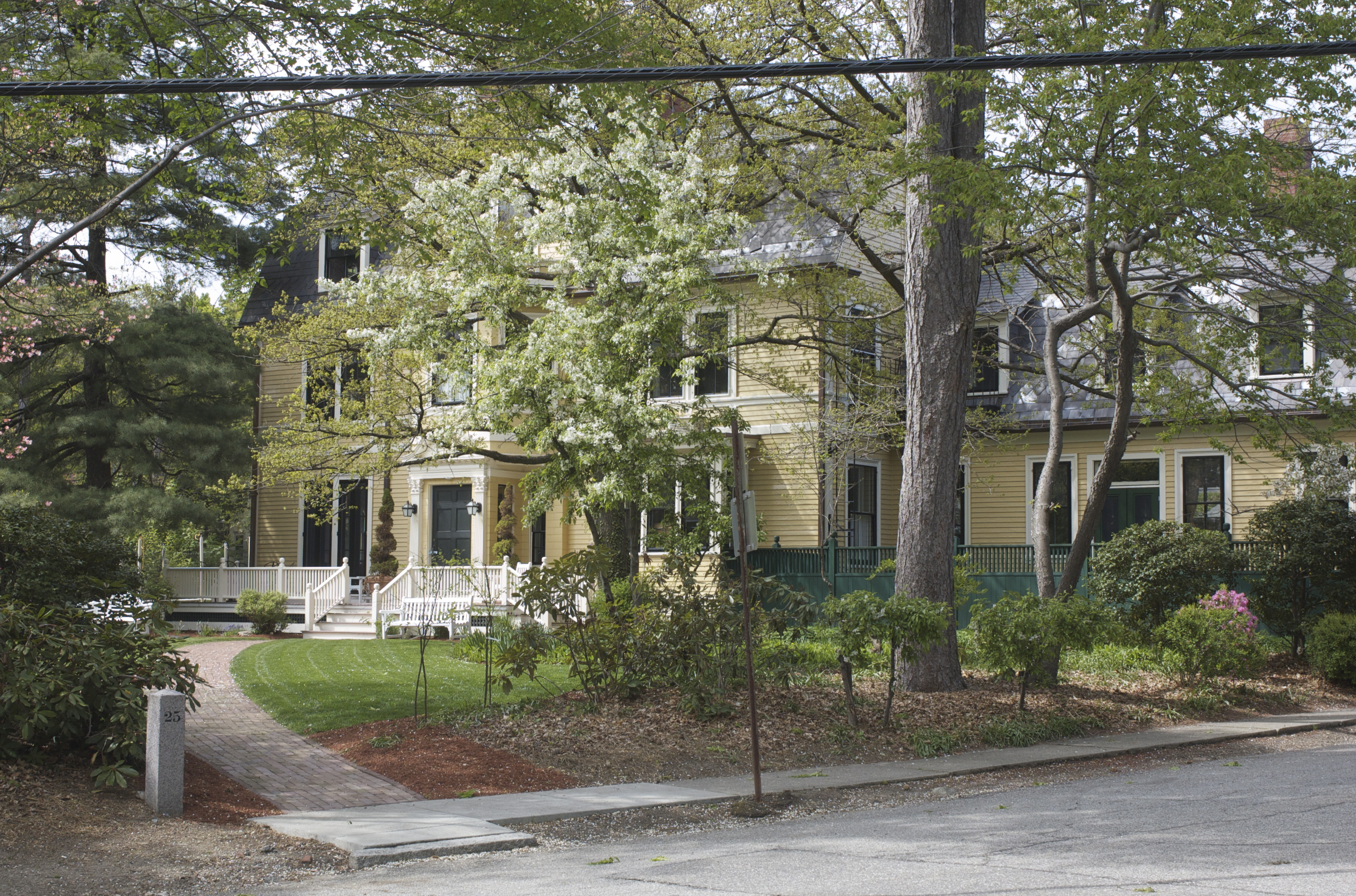
Casa Hooper-Eliot House en 25 Reservoir Road, Cambridge, Massachusetts. Proyecto: Sturgis y Brigham. Remodelación: Lois Howe

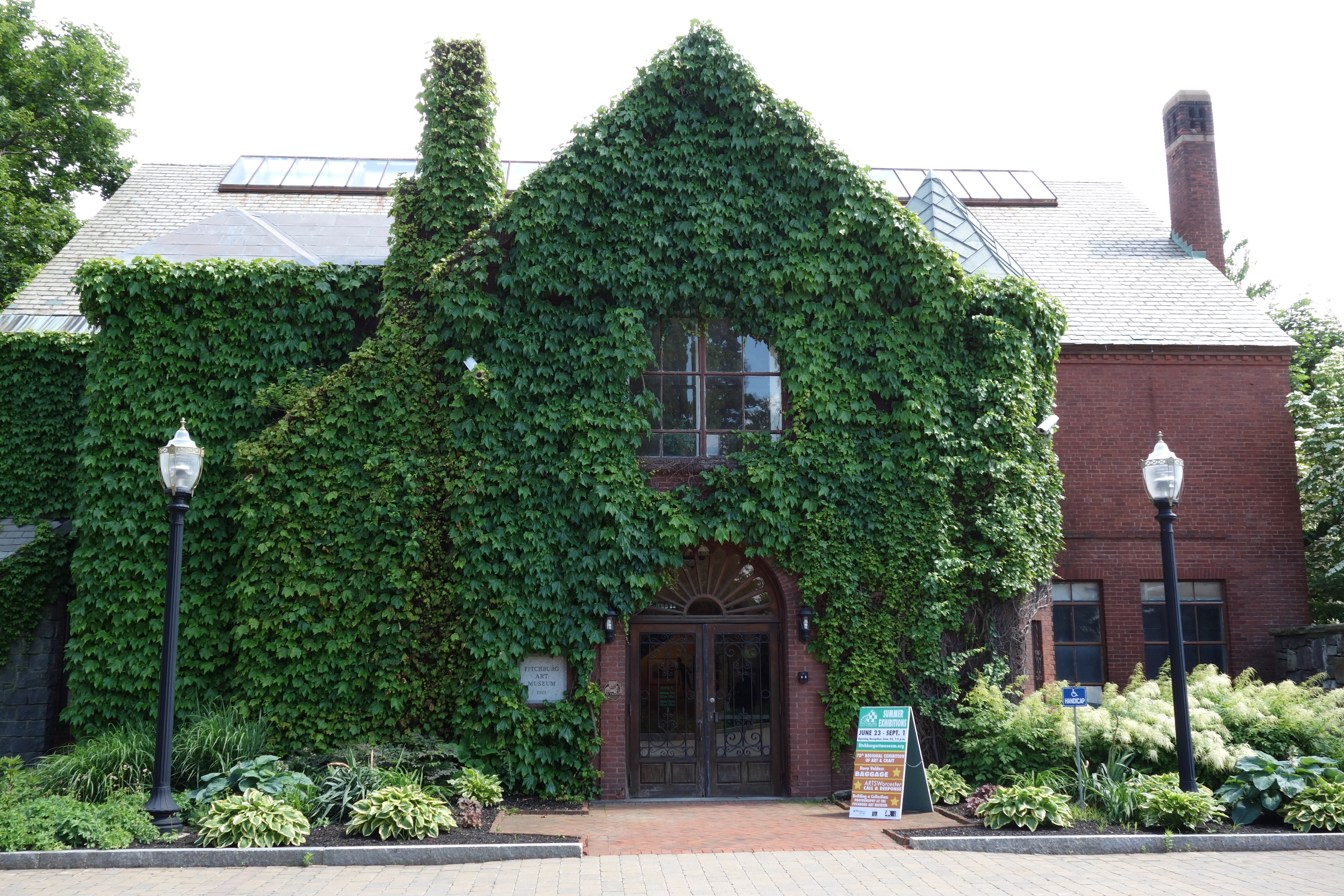
Fitchburg Art Museum, Worcester County, Massachusetts

Lois Lilley Howe (Cambridge, Massachusetts, 25 de septiembre de 1864 – 13 de septiembre de 1964) fue una arquitecta estadounidense, una de las primeras en integrar un estudio formado solo por mujeres.

## Primeros años
Lois Howe creció dentro de una familia de abolicionistas y activistas por la igualdad. Era hija del Dr. Estes Howe, médico dedicado a la especulación inmobiliaria, y de su segunda esposa, Lois Lilley White. Su más temprano contacto con la profesión fue una casualidad geográfica. La casa de sus padres estaba próxima al Memorial Hall de la Universidad de Harvard que se estaba construyendo entre 1870 y 1870 que dejó en ella una indeleble impresión en su memoria.

## Formación
En 1882 ingresó a la Escuela del Museo de Bellas Artes en Boston y en 1886 finalizó el programa de especialización en diseño. El trabajo arquitectónico de Howe reflejó esta formación artística, respaldada también por un sólido vínculo con la Escuela del Museo, a través de su membrecía a la Institución, los cargos desempeñados en la misma y los honores y reconocimientos recibidos a lo largo de su vida.
En 1888, Howe ingresó al curso parcial de la Escuela de Arquitectura en el Instituto de Tecnología de Massachusetts (MIT) que finalizó en 1890. Allí era la única mujer en un curso de 65 varones. También compartía el taller de dibujo con Sophia Hayden y unos 90 compañeros varones.
Tiempo antes, había ganado la admiración del arquitecto Robert Swain Peabody a partir de un trabajo de reforma realizado en la residencia de su hermano, el Reverendo Francis G. Peabody. El arquitecto se transformó en su mentor y estableció los contactos necesarios para que Howe trabajara como dibujante en la firma Allen and Kenway, luego de finalizar los cursos en el MIT.

## Trayectoria
El primer encargo para diseñar y construir una vivienda llegó a Howe en 1894. Al principio compartía las actividades con el trabajo de bibliotecaria en el Departamento de Arquitectura del M.I.T. Los primeros años trabajó con diferentes socios hasta que en 1900 estableció su propio espacio de trabajo. Trece años más tarde se incorporó Eleanor Manning O'Connor a la sociedad y en 1926 completó el trío de arquitectas la joven Mary Almy. Por un corto período alrededor de 1920 trabajó también con ellas la paisajista Elizabeth Greenleaf Pattee.
Interesada por la arquitectura local del siglo XVIII se dedicó a recorrer Nueva Inglaterra, relevando, dibujando y fotografiando arquitectura. El trabajo fue compilado en la publicación Details of Old New England and Houses que escribió con Constance Fuller en 1913.
Además del trabajo profesional como arquitecta y el compromiso con los temas de arquitectura doméstica, desarrollo y planeamiento urbano avalado por sus obras, Lois Lilley Howe ejerció una activa participación en diferentes entidades y asociaciones involucradas en dichas temáticas lo que le permitió nutrir su mirada crítica y propositiva desde y en los ámbitos involucrados en las fases de generación, crecimiento y transformación de las ciudades.
Asimismo, Howe aprovechó la oportunidad de dichos cargos para impulsar procesos de cambio e innovación para la sociedad en general, con especial atención en la distinción de las capacidades y aptitudes femeninas y su expansión en espacios más protagónicos de trabajo y promoción profesional.
El estudio tenía sede en Boston y su trabajo se focalizó en el diseño y desarrollo de viviendas de pequeña escala para familias de ingreso medio. Si bien la pequeña escala surgía como un concepto nuevo en el espacio doméstico urbano (y generalmente se construían en entornos más alejados, como casas de veraneo) era también una necesidad impuesta por los procesos políticos y socioeconómicos a nivel mundial.

## Obras
En 1916 trabajó en el Beech Hill Summer Home District, seis casas de veraneo en Harrisville, Nuevo Hampshire, construidas con vistas hacia el cercano Monte Monadnock. La más significativa de ellas es una gran mansión georgiana diseñada por Lois Howe.
La pintora Eleanor Norcross las contrató en 1924 para remodelar un establo y transformarlo en museo, donde actualmente funciona el Fitchburg Art Museum.
Durante la década del '20 el estudio trabajó con otros arquitectos en Mariemont, un comunidad planificada en el condado de Hamilton, Ohio. En 1926 cuando Mary Almy se unió a la firma realizaron la casa para la madre la nueva socia que sirvió de residencia temporaria para el Gobernador Joseph Ely.
Una de sus mayores obras fue encargada al estudio por la Works Progress Administration o WPA para viviendas de bajo costo en un vecindario irlandés en South Boston. Se trata de un proyecto llamado Old Harbor Village construido entre 1933 y 1938 que constaba de 25 conjuntos de vivienda pública y que fue realizado por el grupo denominado los Seventeen Associated Architects. La obra consiste en edificios de departamentos de tres pisos y viviendas de dos que se distinguen por su apariencia residencial dentro de la atmósfera estéril de la mayoría de la vivienda pública.
Desde sus inicios hasta su disolución, la sociedad mantuvo un flujo constante de trabajo y se han documentado 426 encargos construidos. A pesar de sobrevivir a la Gran Depresión, la firma tuvo que cerrar sus puertas en 1937 después del retiro de Howe.
En 1937, Howe se retiró del ámbito profesional, pero continuó trabajando en diferentes clubes y organizaciones. Falleció en 1964, a doce días de cumplirse su centésimo aniversario.

## Reconocimientos
Ella obtuvo el segundo lugar en el concurso que se realizó en 1891 para el diseño del Edificio de la Mujer en la Exposición Mundial Colombina de Chicago (1893), donde Sophia Hayden obtuvo el primer puesto. El premio de 500 dólares fue utilizado para viajar por Europa con su familia durante 15 meses.
En 1901, patrocinada por Robert Swain Peabody, Lois Lilley Howe fue la primera mujer oficialmente elegida como miembro integrante del American Institute of Architecture (AIA). En 1931, fue elegida como Fellow por dicho Instituto. Formó parte del Comité de Planeamiento del Departamento de Viviendas de Pequeña Escala de Boston. Presidió la Asociación de Mujeres del MIT y el Club de Mujeres Empresarias de Boston; fue miembro de la Sociedad de Arquitectos de Boston y representante de la Universidad de Mujeres del M.I.T. en la Mesa de Nápoles; que luego se transformó en la Asociación Femenina de Investigación Científica para la Agencia Internacional de Desarrollo.
En 1926, Howe, Manning & Almy ganaron el primer premio en la competencia de casas Cape Cod que había organizado la Cape Cod Real Estate Board con la casa para la madre de Almy. Esta vivienda fue una de las 10 elegidas por House Beautiful's Small House Competition. Los planos aparecieron en el número de mayo de 1929 y fueron exhibidos en todo Estados Unidos.
Los proyectos y construcciones de las arquitectas alcanzaron amplia difusión en ejemplares de revistas tales como McCall’s, Architecture y American Architect and Architecture.
Varias de las obras realizadas están catalogadas por el National Register of Historic Places.

## Legado
Los escritos, planos, dibujos y fotografías de Howe, Manning & Almy Inc. (1883-1972) se encuentran en los Archivos del M.I.T.
La colección de fotografías de Lois Lilley Howe está alojada en la Cambridge Historical Society.
Algunas de sus cartas figuran en el archivo de E.E. Cummings Papers y Arthur Stanley Pease en la Houghton Library de la Universidad de Harvard.